# Venus Capitolina
La Venus Capitolina és un tipus d'estàtua de Venus, específicament un dels diversos tipus de Venus Púdica (entre els quals s'inclou també la Venus de Médici), del que existeixen diversos exemples. El tipus deriva en última instància de la Venus de Cnido. És reconeixible per la posició dels braços: dempeus després d'un bany, Venus comença a cobrir els seus pits amb la mà dreta i el seu pubis amb l'esquerra.
Es creu que l'original d'aquest tipus és una variant perduda del segle iii o II aC d'una obra de Praxíteles, procedent d'Àsia Menor, que modifica la tradició praxiteliana mitjançant un tractament carnal i voluptuós del subjecte i del gest de pudor de la deessa amb ambdues mans, en lloc de solament una sobre el pubis, com en l'original de Praxíteles.

## Exemple principal
L'estàtua més important d'aquest tipus és un marbre a escala lleugerament major que la real, còpia antonina d'una escultura hel·lenística tardana que deriva d'un original de Praxíteles.
Va ser trobada al pujol Viminal durant el pontificat de Clement X (1670–76) als jardins pertanyents als Stazi, prop de Sant Vitale. Benet XIV la va comprar a la família Stazi el 1752 i la va donar als Museus Capitolins, on resideix actualment en un espai propi —anomenat «gabinet de Venus»— de la planta baixa del Palau Nou del Campidoglio.
La seva reputació respecte a la Venus de Médici a Florència va anar creixent lentament, segons Haskell i Penny, alimentada en part com una sensibilitat negativa a les àmplies restauracions empreses per minar la Venus florentina. Va ser triomfalment portada a París per Napoleó sota els termes del Tractat de Tolentino. L'Emperador va encarregar una còpia en marbre a Joseph Chinard, actualment conservada al Château de Compiègne. Quan l'original va ser retornat al Vaticà el 1816, el motlle de guix que l'havia reemplaçat durant l'època napoleònica va ser enviat a Gran Bretanya, on John Flaxman el va elogiar davant dels seus alumnes.

## Altres tipus

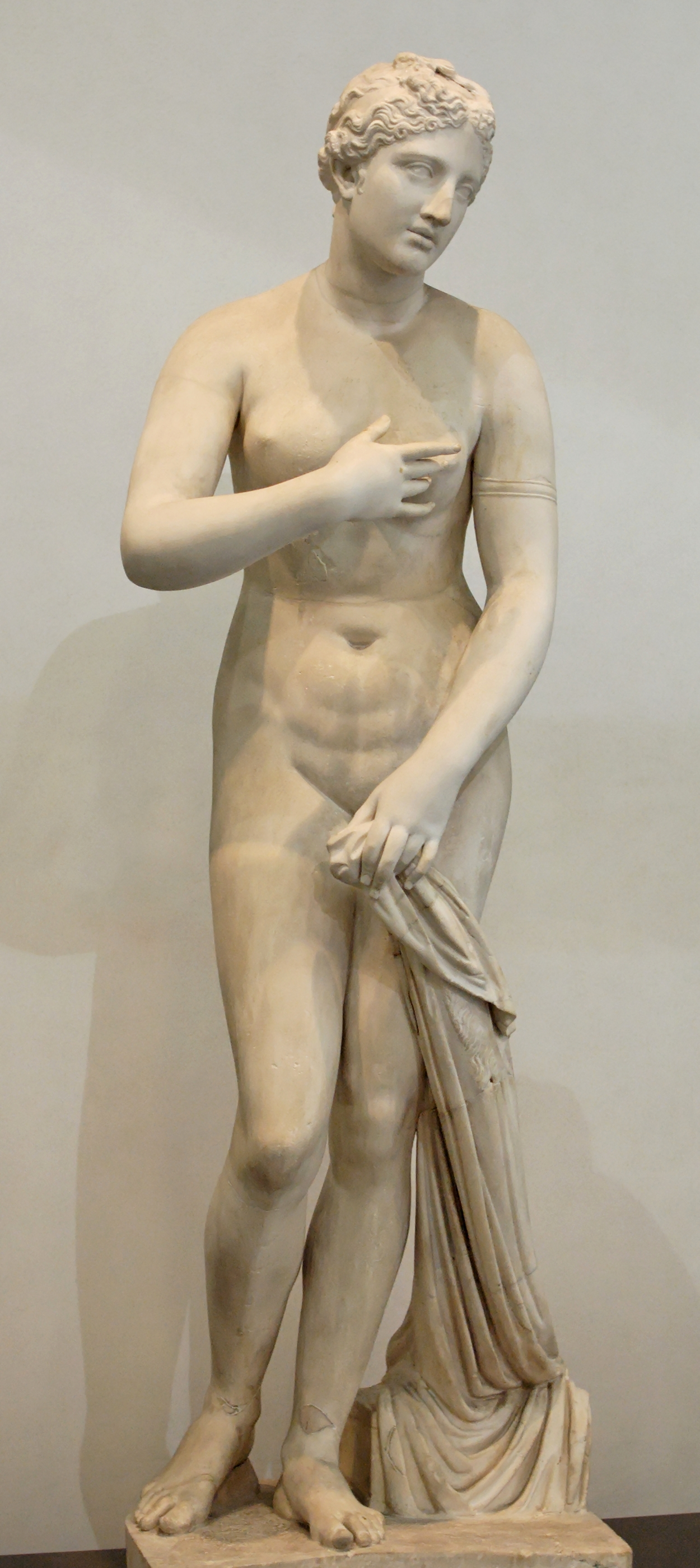
Afrodita de Menofanto, una Venus Púdica signada per Menofanto, segle I a. C., trobada en Sant Gregorio al Celio, Roma (Museu Nacional Romano).

L'Afrodita de Menofanto va ser trobada al monestir camaldulense de Sant Gregorio al Celio. Porta la signatura de Menofanto, un escultor grec, aparentment del segle I a. C., del que no se sap gaire més. Els cenobitas camaldulenses van ocupar l'antiga església i monestir de Sant Gregorio en Clivo Scauri fundada pel papa Gregorio Magne sobre una propietat de la seva família, a la faldilla (clivus) del pujol de Celio sobre el 580. La seva fundació va ser dedicada a l'apòstol Andreu. Per al segle X el nom de Gregorio va ser afegit al de l'apòstol, al que acabaria suplantant. L'escultura va passar a les mans del príncep Chigi. Johann Joachim Winckelmann la va descriure en el seu Geschichte der Kunst donis Altertums (tom V, capítol II).
La Venus de Camp Iemini, una altra estàtua del mateix model, va ser desenterrada en la primavera de 1792 entre altres escultures en l'excavació d'una vila romana en Camp Iemini, prop de Torvaianica, al Lazio. Els treballs van ser dirigits per l'antiquari anglès Robert Fagan (1761–1816) sota el patronatge d'Augusto de Hannover, duc de Sussex en associació amb Sir Corbet Corbet, del Museu Britànic. En l'època del seu descobriment els anglesos la van considerar superior a la Venus Capitolina. Després de la seva restauració a Roma va ser enviada a Londres, on el príncep August la va donar al seu germà Jordi IV, que la va situar a la Carlton House. Després de la seva mort, quan Carlton House va ser substituïda per una filera de cases adossades, Guillem IV la va donar al Museu Britànic.
Hi ha un altre exemple al Museu Arqueològic Nacional d'Atenes i a l'Hermitage, a més de la semblant Venus Táuride.